# 2-я гвардейская стрелковая бригада
2-я гвардейская стрелковая бригада — гвардейское стрелковое соединение РККА Вооружённых Сил СССР, принимавшее участие в Великой Отечественной войне.
Наименование формирования:
- полное действительное — 2-я гвардейская Краснознамённая стрелковая бригада;
- сокращённое действительное — 2 гв.сбр. В действующей армии с 5 января по 21 января 1942 года и с 5 февраля по 12 апреля 1942 года[1].

## История
За боевые подвиги и героизм личного состава 71-й морской стрелковой бригады (71 морсбр) 5 января 1942 года стрелковое соединение удостоено почётного звания «Гвардейская», получила новый войсковой номер 2, и была преобразована во 2-ю гвардейскую стрелковую бригаду.
С 1 по 10 января 1942 года бригада приняла пополнение в количестве 1 140 человек и 11-12 января 1942 года перешла в наступление на участке Сидельники — Спас — Помазкино и форсировала реку Лама. C 13 января 1942 года продолжала наступление, после чего 18 января 1942 года бригаду сняли с боевых рубежей и отвели в район Клина "для доукомплектования и довооружения" (18, ф.1102, оп.1, д.4, л.17 об.).
23 января 1942 года Военный Совет 1-й ударной армии в дер. Селинское под г. Клин вручил бригаде гвардейское знамя.
29 января 1942 года 2-я гвардейская стрелковая бригада была погружена в эшелоны в г. Клин Московской области и направлена на Северо-Западный фронт в район г. Старая Русса Ленинградской (ныне Новгородской области) (18, ф.1102, оп.1, д.4, л.20).
В начале февраля 1942 года выгрузилась на станции Боровёнка, в 100 км восточнее Старой Руссы. К 6 февраля 1942 года бригада вышла в район сосредоточения (село Подборовье, северо-восточнее Старой Руссы). В результате наступления перерезала железную дорогу Старая Русса — Дно в районе станции Тулебля и держала там оборону до 9 апреля 1942 года, образуя внешнее кольцо окружения немецкой группировки в Демянске.
В апреле 1942 года бригада оказалась в окружении. Погиб командир бригады гвардии полковник Я. П. Безверхов. От бригады осталось менее одной десятой личного состава. Остатки бригады во главе с полковым комиссаром Е. В. Бобровым с боем вышли из окружения и были направлены на переформирование. За бои под Старой Руссой бригада была награждена орденом Красного Знамени.
24 апреля 1942 года, согласно Директиве ГШКА № орг/2/783669, от 16 апреля 1942 года, 2-я гвардейская стрелковая бригада была обращена на сформирование 25-й гвардейской стрелковой дивизии.
3 мая 1942 года бригада, в соответствии с Указом Президиума Верховного Совета СССР, за образцовое выполнение боевых заданий командования на фронте борьбы с немецкими захватчиками и проявленные при этом доблесть и мужество была награждена орденом Красного Знамени.

## В составе
- Западный фронт, 1-я ударная армия — на 05.01.1942 года.
- Северо-Западный фронт, 1-я ударная армия — с 28.01.1942 года.

## Командование
Командиры
- Безверхов, Яков Петрович (05.01.1942 — начало апреля 1942), полковник (погиб в начале апреля от ранения в живот осколком мины. Похоронен в п. Крестцы Новгородской области).

Заместители командира
- Мирошниченко, Григорий Кузьмич (05.01.1942 — ??.01.1942), подполковник.

## Память
- Бригада упомянута на плите мемориального комплекса «Воинам-сибирякам», Ленино-Снегирёвский военно-исторический музей.

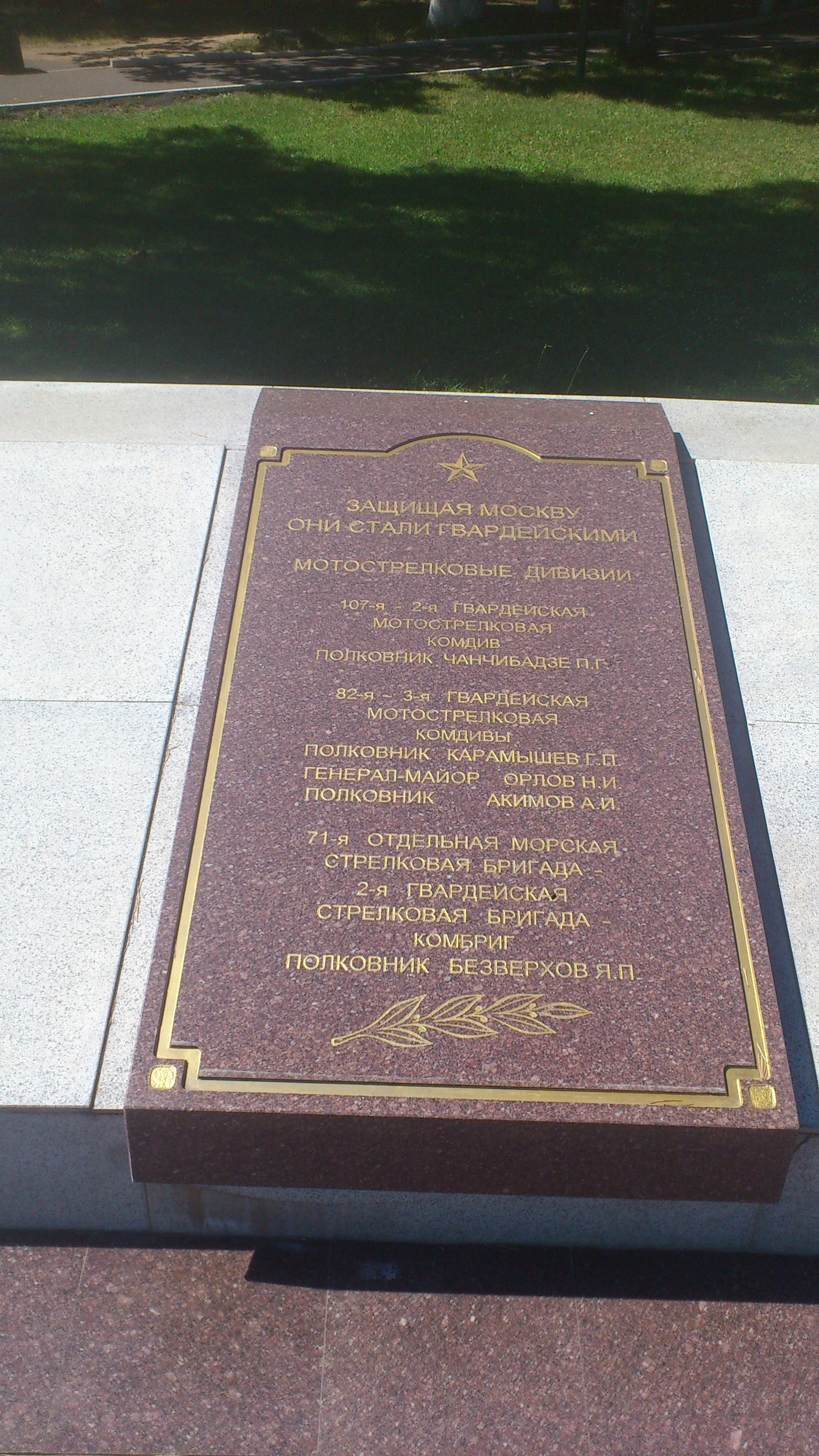
«Защищая Москву, они стали гвардейскими» — на плите мемориального комплекса «Воинам-сибирякам».
Мемориальный комплекс «Воинам-сибирякам», Ленино-Снегирёвский военно-исторический музей.